# 東洋エンタープライズ
東洋エンタープライズ株式会社は、東京都墨田区に本社を構える繊維製品企画製造会社である。

## 概要
前身会社は三菱財閥系の商社で生地貿易を行っていた「港商」 (港商は1965年に解散) 。戦後まもなくスカジャンを作り始めた会社で、ブランドテーラー東洋によるスカジャンは、1960年代当時、米軍PXへの納入シェア 90% 以上を占めたこともある。現在では、アメリカンカジュアルウェア全般の企画・製造を手広く展開しており、実在した旧ブランドの実名復刻も行っている。代表的なブランドとしては、シュガーケーン、バズリクソンズ、サンサーフ、ジョン・セバーソン、インディアンモーターサイクルなどがある。代表取締役社長の小林亨一は、世界的なヴィンテージ・アロハシャツのコレクターであり、研究家としても知られている。

## ブランド

### シュガーケーン
1975年に誕生した東洋エンタープライズのワークウェアブランド。アメリカの1900年代から1950年代のワークウェアに焦点を当てた衣類の生産に着手している。中でもジーンズが有名で、ディティールがシンプルなスタンダードデニム、製造をアメリカで行ったメイド・イン・USA、バックポケットのスターステッチが特徴的なスタージーンズ、ブランド名でもある砂糖黍を使用した砂糖黍デニムなどのシリーズが展開されている。派生ブランドに以下のものが存在する。
- シュガーケーンライト (Sugar Cane Light)

ヴィンテージワークウェアのディテールをそのままに、素材やシルエットにアレンジを加えライトな色も取り揃える事で、ワークウェアの魅力を損なわない「Light」な着こなしを提案した、シュガーケーンのブランドレーベル。
- ミスターフリーダム (Mister Freedom)

アメリカのヴィンテージワークウェアを知り尽くしたとされる、L.A.のカリスマデザイナー「クリストフ・ルアロン」と「シュガーケーン」のコラボレーションレーベル。
- ロンウルフ (Lone Wolf Boots)

シュガーケーンのワークブーツブランド。 Carpenter 、 Hunter 、 Logger 、 Mechanic 、 Farmer 、 Engineer 、Wireman の職業柄に合わせた7つのスタイルが存在する。
- ヘッドライト (Headlight)

1920年代、サンフランシスコシンシナティで誕生した「ラーンド・カーター & カンパニー」のブランドの一つを、「シュガーケーン」が実名復刻した。当時、オーバーオールを鉄道員や機関士などに供給しており、1950年代になると、そのファスナー付きポケットが特許を取るまでに至る。しかし、1960年代、カーハート社に吸収合併され、その後消滅した。

#### ジーンズ
シュガーケーンが展開するジーンズの代表的なモデルを以下に示す。
- スタージーンズ (Star Jeans)

Lot.045 (SC40045) - 13.75oz デニム。1945年頃をイメージした、大戦モデルのスタージーンズ。
Lot.051 (SC40051) - 13.75oz 左綾デニム。1951年頃をイメージした、ジッパーフライのスタージーンズ。
Lot.065 (SC40065) - 14.25oz デニム。1965年に米軍 PX のオーダーによって作製された、シュガーケーンの原点でもあるユニオンスタージーンズを基にしたモデル。
- スタンダードデニム (Standard Denim)

Lot.1947 (SC41947) - 14.25oz デニム。1947年モデル。
Lot.2009 (SC42009) - 12oz デニム。1947年モデルの「Type-II」。1947年モデルに現代的な改良を加えたもの。
- メイド・イン・USA (Made in U.S.A.)

Lot.1955 (SC41955) - 14.25oz デニム。1955年頃のジッパーフライモデル。
Lot.1966 (SC41966) - 14oz デニム。1966年モデル。
Lot.724 (SC40724) - 13oz デニム。スタージーンズの USA バージョンを日本へ逆輸入したモデル。
- 砂糖黍デニム (Sugar Cane Denim)

SC40801 - 13.75oz デニム。スウィート・リサイクル・デニムを使用したエコモデル。
SC40701 - 12.5oz デニム。インディゴが色落ちすると、虹色の糸地が現れるレインボーデニムを使用したモデル。
SC40501 - 14oz デニム。バックポケットが片側のみでバックシンチを有するクラシックモデル。緑みの強い江戸藍で染め上げた。
SC40401 - 14oz デニム。青みの強いハワイ藍で染め上げた。
SC40301 - 14oz デニム。赤みの強い琉球藍で染め上げた。

### バズリクソンズ
1993年に旧マッコイズと共同で立ち上げたミリタリーウェアブランド。当初は、既にA-2などの革製フライトジャケットを展開していた旧マッコイズとの棲み分けのため、MA-1に代表されるナイロン素材のフライトジャケットの製造販売を行っていたが、旧マッコイズの離脱以降は革製フライトジャケットも含めたミリタリーウェア全般を展開している。ブランド名は、映画「戦う翼」の中でスティーブ・マックィーンが演じる役名に由来する。派生ブランドに以下のものが存在する。
- ウィリアム・ギブソン (William Gibson)

アメリカのベストセラー SF 作家であるウィリアム・ギブスンが、自著の「パターン・レコグニション」に当時存在しなかったバズリクソンズの黒いMA-1を登場させたことがきっかけで展開されているコラボレーションブランド。
- ユナイテッドカー (United Carr)

バズリクソンズの兄弟ブランド。ミリタリーウェアの忠実な復刻をテーマとするバズリクソンズとは違い、現代的な要素を取り入れたアメリカンカジュアルウェアを提案する。

### サンサーフ
ハワイアンシャツブランド。主にアロハシャツを取り扱う。アロハブランドのロイヤルハワイアン (Royal Hawaiian) の実名復刻も行っている。また、ケオニ・オブ・ハワイ (Keoni of Hawaii) というブランドは、アロハシャツの黄金期である20世紀半ばにテキスタイル・デザイナー兼、アーティストとして活躍したジョン・メイグスの意志を継いだもの。

### ジョン・セバーソン
サーフウェアブランド。ジョン・セバーソンという人物が実在し、現在もマウイ島に在住、サーフィンをテーマとしたアロハシャツのデザインや水彩画を描くなどアーティストとして活躍している。このブランドのデザイナー兼、ディレクターも務める現役のサーファーでもある。

### インディアンモーターサイクル
モーターサイクルウェアブランド。基はアメリカ最古のオートバイブランドで、マサチューセッツ州スプリングフィールドにて、ジョージ・Ｍ・ヘンディとカール・オスカー・ヘッドストロウムによって1901年に設立された。

### その他
- チェスウィック (Cheswick)

1940年代から1960年代のアメリカで生産された、ヴィンテージスポーツウェアをコンセプトとしたブランド。主にカットソーを取り扱う東洋エンタープライズのブランドの一つである。
- キングルイ (King Louie)

1950年代から1960年代のミズーリ州カンザスのボウリングシャツブランドを、東洋エンタープライズが実名復刻したブランドである。
- テーラー東洋 (Tailor Toyo)

主にスカジャンを展開する、東洋エンタープライズのブランドの一つである。
- ヘンリーレア (Henry Lear)

東洋エンタープライズのアウトドアウェアブランド。
- ホワイツビル (Whitesville)

主に「スタジャン」を展開する、東洋エンタープライズのブランドの一つである。
- スタイルアイズ (Style Eyes)

東洋エンタープライズが、1930年代から1970年代のアメリカンスポーツウェアが持つ魅力を受け継ぎ、独自の発想をもとに現代に蘇らせるために生まれたブランド。
- キャッツポウ (CAT'S PAW)
- ディスティニー (Destiny)
- クローバーリーフ (Clover Leaf)